# 日本・インド経済連携協定
日本・インド経済連携協定（にほん・インドけいざいれんけいきょうてい、英語: Comprehensive Economic Partnership Agreement between Japan and the Republic of India）とは、2011年に日本とインド間で締結された、貿易や投資など経済活動の自由化に向けての経済連携協定（EPA：Economic Partnership Agreement）。日本法においては国会承認を経た「条約」であり、日本政府による日本語の正式な題名・法令番号は「日本国とインド共和国との間の包括的経済連携協定（平成23年条約第7号）」である。

## 署名・発効までの経緯
2004年11月29日のASEANとの首脳会合に出席するためラオスを訪問中のビエンチャンにおける小泉首相とインドのマンモハン・シン首相の会談において、経済関係強化のあり方につき、包括的な観点から協議するための枠組みとして「日印共同研究会（JSG）」を立ち上げることに合意した。
2005年4月29日のニューデリーにおける小泉首相とインドのマンモハン・シン首相との会談において、発出された「アジア新時代における日印パートナーシップ」において2005年6月までに共同研究会を立ち上げ、1年以内に報告書を提出するように指示がされた。
共同研究会は両国の産学官の代表から構成され、2005年7月にニューデリーにて官民共同研究の第1回会合・同年11月に東京にて第2回会合・2006年2月にニューデリーにて第3回会合・同年6月に東京にて第4回会合が開催され、両国で協議を行ってきた結果、両国首脳に対する日・モンゴル経済連携協定の交渉入りの提言を含む報告書が2006年7月に発出された。
2006年12月15日
安倍首相とインドのマンモハン・シン首相との日本・インド首脳会談における共同声明において、両首脳は日本・インド経済連携協定交渉を開始することを決定した。
2007年1月31日から2月2日
インドのニューデリーにおいて、日本・インド経済連携協定（EPA）交渉の第1回会合が開催され、日本・インドとのEPA交渉が開始された。
2007年4月9日から4月12日
東京において、日本・インド経済連携協定（EPA）交渉の第2回会合が開催された。
2007年6月25日から6月28日
インドのニューデリーにおいて、日本・インド経済連携協定（EPA）交渉の第3回会合が開催された。
2007年9月3日から9月6日
東京において、日本・インド経済連携協定（EPA）交渉の第4回会合が開催された。
2008年1月8日から1月11日
インドのニューデリーにおいて、日本・インド経済連携協定（EPA）交渉の第5回会合が開催された。
2008年4月10日から4月14日
東京において、日本・インド経済連携協定（EPA）交渉の第6回会合が開催された。
2008年5月12日から5月15日
インドのニューデリーにおいて、日本・インド経済連携協定（EPA）交渉の第7回会合が開催された。
2008年7月14日から7月17日
東京において、日本・インド経済連携協定（EPA）交渉の第8回会合が開催された。
2008年9月8日から9月12日まで
インドのニューデリーにおいて、日本・インド経済連携協定（EPA）交渉の第9回会合が開催された。
2008年10月6日から10月9日まで
東京において、日本・インド経済連携協定（EPA）交渉の第10回会合が開催された。
2008年12月3日から12月5日
インドのニューデリーにおいて、日本・インド経済連携協定（EPA）交渉の第11回会合が開催された。
2009年9月29日から10月1日
東京において、日本・インド経済連携協定（EPA）交渉の第12回会合が開催された。
2010年4月8日から4月9日
インドのニューデリーにおいて、日本・インド経済連携協定（EPA）交渉の第13回会合が開催された。
2010年9月9日
東京において、日本・インド経済連携協定（EPA）交渉の第14回会合が次官級で開催され、大筋合意が確認された。
2010年10月25日
東京における日本の菅直人首相とインドのマンモハン・シン首相との日・インド首脳会談において日印包括的経済連携協定締結に関する両首脳間共同宣言が発表され、「交渉が成功裡に完了したことを歓迎するとともに，協定発効により貿易・投資の拡大を期待」が宣言された。
2011年2月16日
日本の外務省において、前原誠司外務大臣とインドのアーナンド・シャルマ商工相との会談に際し協定の署名が行われた。
日本における国内手続として、2011年3月11日に協定の締結承認案件が閣議決定された。衆議院へは4月5日に提出された。国内法の改正については、外務省は条約の説明書において「必要としない」としている。閣議決定から国会提出までの日時を要した理由について、2011年3月11日に発生した東日本大震災の影響も考えられるが特に資料は見当たらない。
衆議院において協定の締結承認案件は外務委員会に付託され、それぞれ2011年5月11日に外務委員会で、5月12日に衆議院本会議で可決され、参議院に送られた。賛成会派は、「民主、自民、公明、社民、みんな、国民、日本、国守」、反対会派は「共産」であった。
参議院において協定の締結承認案件は外交防衛委員会に付託され、協定は2015年5月19日に委員会で、5月20日に参議院本会議で可決され、国会の承認がされた。賛成会派は「民主党・新緑風会;自由民主党;  公明党; みんなの党;たちあがれ日本・新党改革;社会民主党・護憲連合;国民新党」、反対会派は「日本共産党」であった、。
2011年6月30日
両国の国内手続きの終了を受け、東京において日本国とインド共和国との間の包括的経済連携協定（日・インド包括的経済連携協定）の効力の発生に関する外交上の公文の交換が行われた。
2011年8月1日
協定が発効した 。

## 内容
日本は農林水産品については、ドリアン・アスパラガス・唐辛子（生鮮・冷蔵）・スイートコーン（生鮮・冷蔵）・カレー・紅茶（3キログラム超・飲用）などの農産品・製材等林産品・エビ及びエビ調製品・冷凍タコ・クラゲなど水産品のアクセス改善を行い、鉱工業品はほぼ全ての品目について関税を撤廃した。。
日本はギアボックス・ディーゼルエンジン・マフラーなどの自動車部品・熱延鋼板・冷延鋼板・合金鋼・亜鉛メッキ鋼板等の鉄鋼製品・DVDプレイヤー・ビデオカメラなどの電気電子製品・部品などのアクセス改善などを獲得している。